# Diocesi di Nancy

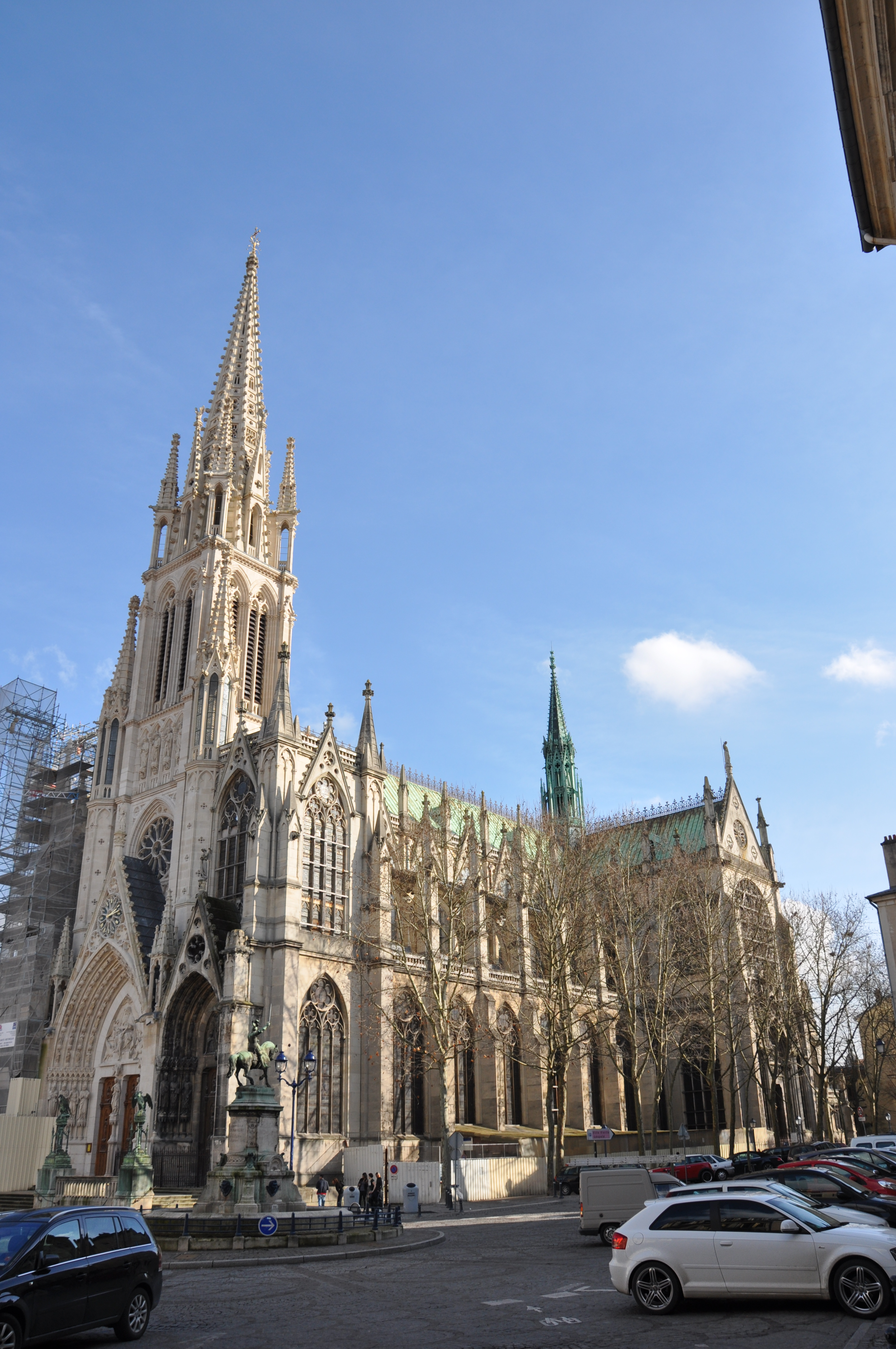
La basilica di Sant'Apro (Basilique Saint-Epvre) a Nancy.

La diocesi di Nancy (in latino Dioecesis Nanceiensis) è una sede della Chiesa cattolica in Francia suffraganea dell'arcidiocesi di Besançon. Nel 2023 contava 670.270 battezzati su 737.400 abitanti. È retta dal vescovo Pierre-Yves Michel.

## Territorio
La diocesi comprende il dipartimento francese della Meurthe e Mosella.
Sede vescovile è la città di Nancy, dove si trova la cattedrale dell'Annunciazione. A Toul si trova l'ex cattedrale di Santo Stefano. Sorgono in diocesi anche cinque basiliche minori: Nostra Signora di Lourdes, Sacro Cuore e Sant'Apro a Nancy, Nostra Signora di Sion a Saxon-Sion, e San Nicola a Saint-Nicolas-de-Port.
Il territorio è suddiviso in 55 parrocchie, raggruppate in 10 settori pastorali (secteurs pastoraux).

## Storia
La diocesi di Nancy fu eretta il 19 novembre 1777 con la bolla Ad universam agri di papa Pio VI, ricavandone il territorio dall'antica diocesi di Toul. Originariamente era suffraganea dell'arcidiocesi di Treviri.
Già nel 1597 Carlo duca di Lorena chiese a papa Clemente VIII di risolvere la situazione per cui il Ducato di Lorena era soggetto alla giurisdizione ecclesiastica di un vescovo francese mediante l'erezione di una nuova diocesi a Nancy. Tuttavia, il Papa concesse a Nancy la dignità primaziale con bolla del 15 marzo 1602, garantendo al nuovo primate di Lorena il diritto di portare le insegne vescovili, ma senza una giurisdizione episcopale.
In seguito al concordato con la bolla Qui Christi Domini di papa Pio VII del 29 novembre 1801 Nancy divenne suffraganea dell'arcidiocesi di Besançon e incorporò il territorio delle soppresse diocesi di Saint-Dié e di Verdun, che furono ristabilite il 6 ottobre 1822, e di Toul, che venne definitivamente soppressa.
Il 20 febbraio 1824 i vescovi di Nancy ottennero di aggiungere al proprio titolo quello di vescovi di Toul.
Con un breve del 16 marzo 1865 papa Pio IX concesse ai vescovi di Nancy di continuare ad usare il razionale. Si tratta di una rara insegna episcopale consistente in un rettangolo di stoffa ornato di pietre preziose che si porta sul petto, usata dai vescovi di Toul fin dal 1165.
In seguito alla guerra franco-prussiana, il 10 luglio 1874 la diocesi perse i distretti di Sarrebourg e Château-Salins che divennero tedeschi e furono incorporati nella diocesi di Metz; la diocesi ne fu compensata con l'annessione del distretto di Briey che era rimasto francese e che le fu ceduto dalla stessa diocesi di Metz.
I vescovi di Nancy portano il titolo di "primati di Lorena".

## Cronotassi dei vescovi
Si omettono i periodi di sede vacante non superiori ai 2 anni o non storicamente accertati.
- Louis-Apollinaire de La Tour du Pin-Montauban † (15 dicembre 1777 - 15 luglio 1783 dimesso[1])
- François de Fontanges † (18 luglio 1783 - 15 dicembre 1787 dimesso[2])
- Anne-Louis-Henri de La Fare † (17 dicembre 1787 - 8 novembre 1816 dimesso)[3]
- Antoine-Eustache d'Osmond † (15 aprile 1802 - 27 settembre 1823 deceduto)
- Charles-Auguste-Marie-Joseph Forbin-Janson † (3 maggio 1824 - 11 luglio 1844 deceduto)
- Alexis-Basile-Alexandre Menjaud † (11 luglio 1844 succeduto - 26 settembre 1859 nominato arcivescovo di Bourges)
- Georges Darboy † (26 settembre 1859 - 16 marzo 1863 nominato arcivescovo di Parigi)
- Charles-Martial-Allemand Lavigerie † (16 marzo 1863 - 27 marzo 1867 nominato arcivescovo di Algeri)
- Joseph-Alfred Foulon † (27 marzo 1867 - 30 marzo 1882 nominato arcivescovo di Besançon)
- Charles-François Turinaz † (30 marzo 1882 - 19 ottobre 1918 deceduto)
- Charles Ruch † (19 ottobre 1918 succeduto - 1º agosto 1919 nominato vescovo di Strasburgo)
- Hippolyte-Marie de La Celle † (18 dicembre 1919 - 27 agosto 1930 deceduto)
- Etienne-Joseph Hurault † (23 dicembre 1930 - 7 aprile 1934 deceduto)
- Marcel Fleury † (24 dicembre 1934 - 16 agosto 1949 deceduto)
- Marc-Armand Lallier † (26 settembre 1949 - 28 settembre 1956 nominato arcivescovo di Marsiglia)
- Emile-Charles-Raymond Pirolley † (26 gennaio 1957 - 29 giugno 1971 deceduto)
- Jean Albert Marie Auguste Bernard † (7 gennaio 1972 - 30 novembre 1991 ritirato)
- Jean-Paul Maurice Jaeger (30 novembre 1991 succeduto - 12 agosto 1998 nominato vescovo di Arras)
- Jean-Louis Henri Maurice Papin (3 settembre 1999 - 6 aprile 2023 ritirato)
- Pierre-Yves Michel, dal 6 aprile 2023

## Statistiche
La diocesi nel 2023 su una popolazione di 737.400 persone contava 670.270 battezzati, corrispondenti al 90,9% del totale.
| anno | popolazione | popolazione | popolazione | presbiteri | presbiteri | presbiteri | presbiteri                | diaconi | religiosi | religiosi | parrocchie |
| anno | battezzati  | totale      | %           | numero     | secolari   | regolari   | battezzati per presbitero | diaconi | uomini    | donne     | parrocchie |
| ---- | ----------- | ----------- | ----------- | ---------- | ---------- | ---------- | ------------------------- | ------- | --------- | --------- | ---------- |
| 1970 | 650.000     | 705.413     | 92,1        | 699        | 624        | 75         | 929                       |         | 107       | 1.279     | 660        |
| 1980 | 669.000     | 731.000     | 91,5        | 600        | 540        | 60         | 1.115                     |         | 109       | 961       | 644        |
| 1990 | 662.000     | 726.000     | 91,2        | 487        | 452        | 35         | 1.359                     | 2       | 61        | 795       | 646        |
| 1999 | 673.000     | 736.000     | 91,4        | 369        | 338        | 31         | 1.823                     | 12      | 36        | 605       | 356        |
| 2000 | 662.130     | 712.742     | 92,9        | 374        | 334        | 40         | 1.770                     | 12      | 42        | 580       | 358        |
| 2001 | 652.130     | 712.742     | 91,5        | 360        | 321        | 39         | 1.811                     | 11      | 40        | 543       | 241        |
| 2002 | 652.130     | 713.779     | 91,4        | 332        | 304        | 28         | 1.964                     | 13      | 30        | 535       | 211        |
| 2003 | 653.000     | 713.555     | 91,5        | 334        | 305        | 29         | 1.955                     | 18      | 31        | 502       | 211        |
| 2004 | 655.000     | 713.779     | 91,8        | 316        | 278        | 38         | 2.072                     | 18      | 40        | 500       | 211        |
| 2013 | 672.000     | 755.200     | 89,0        | 186        | 168        | 18         | 3.612                     | 22      | 19        | 359       | 55         |
| 2016 | 675.086     | 745.398     | 90,6        | 174        | 157        | 17         | 3.879                     | 22      | 23        | 348       | 55         |
| 2019 | 666.655     | 733.060     | 90,9        | 157        | 138        | 19         | 4.246                     | 28      | 20        | 270       | 55         |
| 2021 | 667.800     | 734.400     | 90,9        | 139        | 124        | 15         | 4.804                     | 28      | 16        | 246       | 55         |
| 2023 | 670.270     | 737.400     | 90,9        | 131        | 113        | 18         | 5.116                     | 29      | 20        | 206       | 55         |